# Matúš Vallo
Matúš Vallo, né le 18 septembre 1977 à Bratislava, est un architecte, militant politique, musicien slovaque, maire (« primator ») de Bratislava élu le 10 novembre 2018 avec 36,5 % des voix.

## Éducation
Matúš Vallo est allé à l'école secondaire à Rome. Durant sa scolarité, il était très intéressé par l'art et la géométrie, qu'il a ensuite combinés à travers l'architecture. Il a obtenu son diplôme de la faculté d'architecture de l'Université technique slovaque de Bratislava en 2004. En 2010-2011, il a une bourse de recherche Fulbright pour fréquenter l'Université Columbia, où il travaille sur un projet intitulé City Interventions au Columbia Laboratory for Architectural Broadcasting. En même temps, il dirigeait également son propre cabinet d'architecture, Vallo Sadovsky Architects.

## Engagement social et politique local
Il est l'un des fondateurs de l'association civique “My sme mesto”, qui met l'accent sur l'espace public avec l'ambition de stimuler la communication et l'interaction entre les professionnels et le public, est membre du conseil d'administration et fondateur de l'Alliance Stará Tržnica à Bratislava ainsi que d'une association informelle Aliancia 500 bytov traitant de l'unité visuelle de ce quartier de Bratislava. Depuis 2016, il collabore avec une équipe d'experts à la préparation du document Plán Bratislava – Návod na lepšie mesto Bratislava - Un guide pour une ville meilleure.

## Maire de Bratislava
Matúš Vallo a été le premier candidat à déposer sa candidature à la mairie de Bratislava en 2018. Il s'est présenté comme candidat citoyen avec le soutien d'une équipe d'experts réunis sous le nom de Team Vallo. L'équipe comprenait Tatiana Kratochvílová, ingénieure des transports, ainsi que le directeur de l'association civique Vagus Sergej Kára. Il constitue une coalition avec les partis Slovaquie progressiste et SPOLU – občianska demokracia qui lui permet d'être élu maire de Bratislava aux élections municipales du 10 novembre 2018 (sk) avec un score de 36,5 %. Architecte diplômé, il est le premier musicien et parolier à occuper ce poste.
Son début de mandat est marqué par des prises de position en faveur des réfugiés et le soutien à des initiatives de la communauté LGBT, comme la marche des fiertés et la mise en service d'un passage pour piétons arc-en-ciel, avec la collaboration de l'Ambassade des Pays-Bas en Slovaquie.
Il est attaqué sur les augmentations décidées, avant même sa prise de fonction, de sa rémunération mensuelle (5 316 euros) par rapport à son prédécesseur (4 500 euros).
Matúš Vallo est marié et a un enfant.